# Feryal Abdelaziz
Feryal Abdelaziz Ashraf (in arabo فريال عبد العزيز أشرف‎?; 16 febbraio 1999) è una karateka egiziana, specializzata nel kumite e vincitrice della medaglia d'oro olimpica a Tokyo 2020 nonché prima donna egiziana ad essere medaglia d'oro ai Giochi Olimpici.

## Palmarès
- Giochi olimpici

Tokyo 2020: oro nei +61 kg.
- Mondiali

Madrid 2018: bronzo a squadre;
- Giochi africani

Rabat 2019: argento nei 68 kg;